# Calanthe succedanea
Calanthe succedanea är en orkidéart som beskrevs av François Gagnepain. Calanthe succedanea ingår i släktet Calanthe och familjen orkidéer. Inga underarter finns listade i Catalogue of Life.